# Alexandre Pau de Saint-Martin
Alexandre Pau de Saint-Martin, né le 7 septembre 1751 à Mortagne-au-Perche et mort le 14 juin 1820 à Paris, est un peintre français.

## Biographie
Alexandre Peau, de Saint-Martin, est le fils d'Alexandre Peau, et de Magdeleine Gilles.
Paysagiste, il épouse, en 1779, Marie Anne Colombe Morillon. Leur fils Pierre Alexandre Pau de Saint-Martin deviendra peintre également.
Élève de Jean-Baptiste Le Prince et de Joseph Vernet, il expose au Salon de 1791 à 1820. Il est surnommé par ses contemporains le La Fontaine de la Peinture.
Il détient jusque qu'à sa mort les cœurs momifiés de Louis XIII et Louis XIV.
Il meurt à Paris, à l'âge de 68 ans. Les tableaux de son atelier sont mis en vente le 2 octobre 1820, à l'hôtel Bullion.